# Rollinia edulis
Rollinia edulis Planch. & Triana – gatunek rośliny z rodziny flaszowcowatych (Annonaceae Juss.). Występuje naturalnie w Peru, Ekwadorze, Kolumbii, Wenezueli oraz Brazylii. 

## Morfologia
PokrójZimozielone drzewo dorastające do 5–8 m wysokości.
LiścieMają kształt od eliptycznego do podłużnego lub odwrotnie jajowatego. Mierzą 21–30 cm długości oraz 7–11 cm szerokości. Nasada liścia jest od rozwartej do sercowatej. Blaszka liściowa jest o spiczastym wierzchołku. Ogonek liściowy jest nagi i dorasta do 10–18 mm długości.
KwiatySą pojedyncze lub zebrane w pary, rozwijają się w kątach pędów.
OwoceSynkarpiczne, o kulistym kształcie. Osiągają 30 mm średnicy.